# UNAIDS
UNAIDS är FN:s samlade program mot hiv/aids, vars uppgift är att stärka och stödja det, globala arbetet mot hiv och aids. Syftet med UNAIDS arbete är kopplat till Agenda 2030 och innebär kortfattat att målet är att Aids-epidemin ska vara avslutad 2030. UNAIDS samlar 11 FN-organisationers ansträngningar. Dessa är: UNHCR, UNICEF, UNESCO, ILO, WHO, WFP, UNDP, UNFPA, UNODC, UN Women och Världsbanken. UNAIDS högkvarter ligger i Genève i Schweiz. Peter Piot var organisationens förste chef. Nuvarande chef är Winnie Byanyima.

## Struktur
UNAIDS arbete leds av en styrelse, Programme Coordinating Board. Denna består av 22 länder från samtliga världsdelar. Dessa har rösträtt. Utöver det finns även fem stycken adjungerade ledamöter. Dessa representerar icke-statliga organisationer.
Sverige satt 2019 som en av 22 länder i UNAIDS Programme Coordinating Board. 2021 är det Danmark som representerar norra Europa.
UNAIDS har kontor i över 70 länder och mer än 70 procent av de anställda arbetar ute i fält.

## Ekonomi
UNAIDS har (2018) en budget på 140 miljoner dollar. Det gemensamma programmet låg samtidigt på 242 miljoner dollar.
År 2021 uppgick Sveriges stöd till 300 miljoner kronor.

## Skandalerna
I december 2018 tvingades dåvarande chef Michel Sidibé avsluta sitt uppdrag tidigare än beräknat på grund av mycket kraftig kritik mot hans hantering av anklagelser om sexuella trakasserier inom UNAIDS.
Bland annat ska svenska Martina Broström ha blivit erbjuden en muta för att inte gå ut med information om övergrepp som hon blivit utsatt för av en chef. I december 2019 slutade Martina Broström efter att hon själv anklagats för tjänstefel.
I samband med dessa diskussioner drog Sverige in sitt stöd till UNAIDS tills frågan var löst.
Gunilla Carlsson började på UNAIDS i februari 2018 som vice verkställande direktör för ledning och styrning och biträdande generalsekreterare för FN. Hon utsågs till UNAIDS tillförordnade verkställande direktör, från maj till oktober 2019.